# چشم‌سفیدهای سلیمان
چشم‌سفید وودفورد (سرده) (نام علمی: Woodfordia) نام یک سرده از تیره چشم‌سفید است.